# Eugoa obscura
Eugoa obscura là một loài bướm đêm thuộc phân họ Arctiinae, họ Erebidae.